# Gesetzentwurf
Ein Gesetzentwurf oder Gesetzesentwurf ist der vollständig ausformulierte Gesetzestext (Entwurf), der den gesetzgebenden Körperschaften zur Beratung und Abstimmung vorgelegt wird. Bis zur Schlussabstimmung führt der Titel des Gesetzestextes die Bezeichnung „Entwurf eines Gesetzes …“.

## Deutschland
In der 19. Wahlperiode wurden 56 % der Gesetzentwürfe von der Bundesregierung, 7,6 % vom Bundesrat und 36,4 % aus der Mitte des Bundestages eingebracht; letztere beinhalten auch diejenigen Initiativen, die inhaltsgleich bereits von der Bundesregierung eingebracht wurden. Dies geschieht gelegentlich, um das parlamentarische Beratungsverfahren zu beschleunigen, da eine Vorabbefassung des Bundesrates bei Initiativen des Bundestages entfällt.

### Bundesgesetze
Auf Bundesebene werden gemäß Art. 76 Abs. 1 GG Gesetzentwürfe durch die Bundesregierung, aus der Mitte des Deutschen Bundestages oder vom Bundesrat in den Bundestag eingebracht.
Nach § 76 Abs. 1 GOBT müssen Vorlagen von Mitgliedern des Bundestages von mindestens fünf Prozent der Mitglieder des Bundestages oder von einer Fraktion unterschrieben sein.
Vorlagen der Bundesregierung sind nach Art. 76 Abs. 2 GG zuerst dem Bundesrat zuzuleiten. Dieser hat grundsätzlich sechs Wochen Zeit, zu der Gesetzesvorlage Stellung zu nehmen. Eine Fristverlängerung auf neun Wochen ist ebenso wie eine Fristverkürzung auf drei Wochen möglich. Aus diesem Grund zieht es die Regierung in eiligen Angelegenheiten häufig vor, Gesetzentwürfe über die Koalitionsfraktionen im Bundestag einzubringen.
Mit Vorlagen des Bundesrates verhält es sich gemäß Art. 76 Abs. 3 GG entsprechend, sie sind zunächst der Bundesregierung vorzulegen.
Bis zum Ende der 18. Legislaturperiode im Jahr 2017 wurden über alle Legislaturperioden hinweg 12.396 Gesetzentwürfe in den Deutschen Bundestag eingebracht. Davon entfallen 7.166 bzw. 58 Prozent der eingebrachten Gesetzentwürfe auf die Bundesregierung als Initiatorin, 3.176 bzw. 26 Prozent auf den Bundestag selbst, also deren Abgeordnete und Fraktionen, sowie 2.054 bzw. 17 Prozent auf den Bundesrat. In der 13. Legislaturperiode wurde mit 923 eingebrachten Gesetzentwürfen der bisherige Höchststand innerhalb einer Legislaturperiode erreicht.
Über alle Legislaturperioden hinweg entstanden in der 2. Legislaturperiode die meisten Gesetzentwürfe im Bundestag selbst, und zwar 414 Stück. In der 18. Legislaturperiode waren es nur noch 57 Gesetzentwürfe. In der 16. Legislaturperiode brachte die Bundesregierung 537 Gesetzentwürfe in den Bundestag ein und damit mehr als in allen anderen Legislaturperioden. Der Bundesrat erreichte einen Höchststand in der 13. Legislaturperiode, in der 329 eingebrachte Gesetzentwürfe auf ihn entfielen.

### Referentenentwurf
Von der Bundesregierung beim Deutschen Bundestag eingebrachte Gesetzesvorlagen werden im Regelfall durch die Bundesministerien und dort insbesondere auf Referatsebene erarbeitet (Bundesministerien gliedern sich in Abteilungen, Unterabteilungen und Referate). Die heutigen Referatsleiter wurden bis zum Beschluss der Bundesregierung vom 24. April 1981 zur Änderung der Gemeinsamen Geschäftsordnung der Bundesministerien (GGO) als Referenten und die heutigen Referenten als Hilfsreferenten bezeichnet. Daher leitet sich der noch heute gebräuchliche Begriff „Referentenentwurf“ für noch nicht von der Bundesregierung beschlossene Gesetzentwürfe ab. Der Referentenentwurf wird der Bundesregierung zur Beratung und Beschlussfassung vorgelegt (Kabinettsvorlage).

### Nationaler Normenkontrollrat
Entwürfe von Bundesgesetzen werden dem unabhängigen Nationalen Normenkontrollrat beim Bundeskanzleramt zur Beurteilung der durch das Gesetz verursachten Bürokratiekosten und zur Stellungnahme gegenüber den für den Entwurf zuständigen Ministerien zugeleitet.

### Regierungsentwurf
Regierungsentwürfe sind die von der Bundesregierung (im Kabinett) beschlossenen und beim Deutschen Bundestag eingebrachten Gesetzentwürfe. Diese können sich von den Referentenentwürfen unterscheiden, weil sich im Abstimmungsprozess der Beteiligten (z. B. andere Bundesministerien, Länder, Verbände) bis zum Kabinettbeschluss der Bundesregierung noch Änderungen ergeben können.

### Regelungen für die Bundesministerien
Regelungen zum Verfahren bei der Erarbeitung von Gesetzentwürfen durch die Bundesministerien enthält die Gemeinsame Geschäftsordnung der Bundesministerien (GGO).